# Innri-Hnappelda
Innri-Hnappelda är en kulle i republiken Island. Den ligger i regionen Suðurland, 130 km öster om huvudstaden Reykjavík. Toppen på Innri-Hnappelda är 611 meter över havet.
Trakten runt Innri-Hnappelda är nära nog obefolkad, med mindre än två invånare per kvadratkilometer. Det finns inga samhällen i närheten. Trakten runt Innri-Hnappelda består i huvudsak av gräsmarker.